# Ioanes Petrici
Ioanes' (či Ioane) Petrici (gruzínsky იოანე პეტრიწი; kolem 1055–1130) byl gruzínský filosof.

## Životopis
Petrici byl synem bohatého šlechtice ze Samcche-Džavachetie. Po studiích na manganské akademii působil v klášteře Kalipos poblíž Antiochie (Antakya v Turecku). Později přesidlil do gruzínského ortodoxního kláštera v Petrizoni, resp. v Petritzosu (bulharské Bačkovo), založeného v roce 1081 (odtud přízvisko Petrici). Součástí Bačkovského kláštera byla též církevní škola, kde se vyučovala nejen teologie, ale i matematika, historie a hudba. Ioanes Petrici byl autorem četných teologických a filosofických spisů a překladů cizojazyčných děl. Z řečtiny do gruzínštiny přeložil mj. knihy Starého zákona, životopisy světců, díla Josefa Flavia, Nemesia z Edesy, Aristotela a mnohá další. Ioanes Petrici byl zakladatelem nové gruzínské filologické školy, jejíž principy a metody byly uplatňovány až do 18. století.

## Filozofie
Petrici, kterému se dostalo vzdělání ve filozofické škole M. Psella a J. Itala v Byzanci,  byl idealista novoplatonik. Ústřední postavení v jeho filozofii zaujímá problém obecného. Petrici dokazoval, že obecné (svět idejí) tvoří absolutní počátek a příčinu mnohosti (svět věcí). Vyslovil však také názor, že hmota nebyla stvořena a vysoko hodnotil lidský rozum a logické myšlení, což bylo v rozporu s náboženskými dogmaty. Zásluha Petriciova spočívá v tom, že šířil ideje antické filozofie v Gruzie a hájil samostatnost filozofie.